# Despair (amerykański zespół muzyczny)
Despair – amerykańska grupa muzyczna wykonująca hardcore. Istniała do 1997.
Niektóre utwory grupy odnosiły się do przestrzegania zasad weganizmu (weganem wtedy był sam Vogel).

## Muzycy
- Scott Vogel – wokalista
- Jim Penque – perkusja
- Matt Dente – gitara elektryczna
- Brian Fligger – gitara basowa

## Dyskografia[3]
- Demo (1995)
- One Thousand Cries (7", EP) Treadwater Records (1995)
- Split (7", EP) Moo Cow Records (1995)
- As We Bleed (EP, 7", CD) Initial Records (1996)
- Pattern Life (CD, album) Trustkill Records (1996)
- A Split Seven Inch (7") March Through Records (1997)
- Live & Killing In Europe (1997)
- Kill (1998)